# Закон и порядок: Преступное намерение
«Закон и порядок: Преступное намерение» (англ. Law & Order: Criminal Intent) — американский процедурал, второй спин-офф франшизы «Закон и порядок». Сериал был создан Диком Вульфом и впервые вышел в эфир 30 сентября 2001 года на телеканале NBC. После шести сезонов шоу в связи с низкими рейтингами и малым интересом со стороны зрителей переехало на кабельный канал USA Network, где и выходило до 2011 года.

## Сюжет
Преступное намерение рассказывает об одном из департаментов полиции Нью-Йорка, расследующем сложные дела, убийства высокопоставленных лиц и т. д. В отличие от оригинального шоу спин-офф показывает историю со стороны преступников, а не исключительно со стороны полиции.

## В ролях
- Винсент Д’Онофрио — Роберт Горен
- Кэтрин Эрбе — Александра Эймс
- Кортни Б. Вэнс — Рон Карвер
- Джейми Шеридан — Джеймс Дикинс
- Эрик Богосян — Дэнни Росс
- Лесли Хендрикс — Элизабет Роджерс
- Крис Нот — Майк Логан
- Аннабелла Шиорра — Кэролин Барек
- Джулианна Николсон — Меган Уилер
- Алисия Уитт — Нола Фалаччи
- Джефф Голдблюм — Зак Николс
- Мэри Элизабет Мастрантонио — капитан Зои Каллас (с 9-го сезона)
- Саффрон Берроуз — Серена Стивенс

## Обзор сезонов
| Сезон | Сезон | Эпизоды | Дата показа      | Дата показа     | Рейтинг Нильсона | Рейтинг Нильсона       |
| Сезон | Сезон | Эпизоды | Премьера         | Финал           | Ранк             | Зрители США (миллионы) |
| ----- | ----- | ------- | ---------------- | --------------- | ---------------- | ---------------------- |
|       | 1     | 22      | 30 сентября 2001 | 10 мая 2002     | 34               | 11.9                   |
|       | 2     | 23      | 29 сентября 2002 | 18 мая 2003     | 20               | 14.3                   |
|       | 3     | 21      | 28 сентября 2003 | 23 мая 2004     | 20               | 12.8                   |
|       | 4     | 23      | 26 сентября 2004 | 25 мая 2005     | 28               | 12.1                   |
|       | 5     | 22      | 25 сентября 2005 | 14 мая 2006     | 38               | 11.0                   |
|       | 6     | 22      | 19 сентября 2006 | 21 мая 2007     |                  |                        |
|       | 7     | 22      | 4 октября 2007   | 24 августа 2008 |                  |                        |
|       | 8     | 16      | 19 апреля 2009   | 9 августа 2009  |                  |                        |
|       | 9     | 16      | 30 марта 2010    | 6 июля 2010     |                  |                        |
|       | 10    | 8       | 1 мая 2011       | 26 июня 2011    |                  |                        |